# Dhamar
Pour les articles homonymes, voir Dhamâr.
Dhamar (en arabe : ذمار) est une ville du sud-ouest du Yémen. Située à environ 100 km au sud de Sanaa, elle a une élévation moyenne de 2 400 mètres. C'est la capitale du gouvernorat de Dhamar ; son université est une des plus importantes du pays.

## Étymologie
Le nom Dhamar remonterait à l'époque du roi de Saba et Dou-Reddan (milieu du IIe siècle), Dhamar Ali Yahber (en).

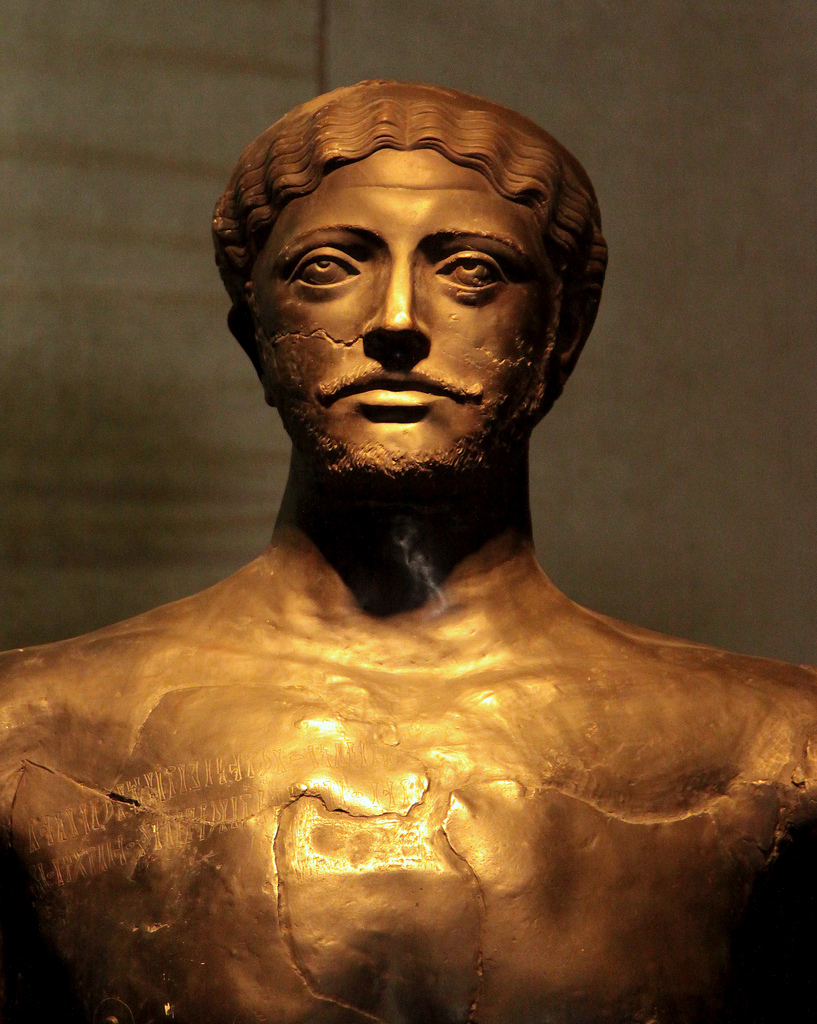
.